# Dioxippos
Dioxippos (grec ancien : Διόξιππος, en latin Dioxippus) est un athlète de la Grèce antique, originaire d'Athènes, renommé pour ses nombreuses victoires au pancrace au cours des grands jeux panhelléniques.

## Sources
Les éléments de la biographie de Dioxippos se trouvent chez Claude Élien (v.175-v.235) dans son ouvrage Histoire variée (10.22 et 12.58) et chez Diodore de Sicile (mort v. 30 av. J.-C.) dans sa Bibliothèque historique (17. 100-101).

## Biographie
Ses talents et sa gloire étaient tels qu'il fut sacré champion olympique par défaut en 336 av. J.-C., alors qu'aucun adversaire n'avait osé l'affronter. Ce genre de victoire se nomme akoniti (littéralement « sans prendre la poussière ») et n'a été accordé qu'à cette unique occasion aux jeux Olympiques dans cette discipline.
L'histoire la plus fameuse concernant Dioxippos est sa victoire contre Coragos de l'armée macédonienne. Durant un banquet d'Alexandre le Grand, un puissant guerrier macédonien, Coragos, défia Dioxippos en combat singulier. Ce dernier releva le défi. Malgré son amitié pour Dioxippos, Alexandre le Grand et ses Macédoniens soutenaient Coragos, alors que les Athéniens présents soutenaient leur champion Dioxippos. Coragos se présenta sur le terrain avec une armure complète et resplendissante, portant toutes ses armes dont un javelot, une lance et une épée. Dioxippos, lui, vint sans armure et n'avait comme arme qu'un gourdin. Coragos lança son javelot, qui fut esquivé par le pancratiaste. Puis il lança sa lance, qui fut brisée par le gourdin de Dioxippos. Avant que Coragos ne puisse se saisir de son épée, Dioxippos se saisit de son adversaire et le jeta au sol. Avec un pied sur la gorge de Coragos, il regarda la foule des spectateurs. Alexandre demanda que Coragos soit épargné, et les Athéniens célébrèrent la victoire.
Cette victoire de Dioxippos fut également sa dernière. Alexandre devint de plus en plus hostile à la suite de cette situation embarrassante, et ses amis ainsi que des Macédoniens conspirèrent contre lui et placèrent une coupe en or sous son oreiller, l'accusant ensuite de vol. Dioxippos, mis dans une telle situation, écrivit une lettre décrivant la conspiration à Alexandre, et se suicida.